# ساندور ناغي (صحفي)
ساندور ناجي (بالمجرية: Nagy Sándor)‏ (و. 1922 – 1990 م) هو صحفي، وكاتب من المجر، والاتحاد السوفيتي، توفي في بودابست، عن عمر يناهز 68 عاماً.

## جوائز
حصل على جوائز منها:
- جائزة الاتحاد السوفيتي الحكومية (1952)
- جائزة كوشوت [الإنجليزية]‏ (1949)